# Игве, Лео
Лео Игве (англ. Leo Igwe; род. 26 июля 1970, Нигерия) — нигерийский гуманист и защитник прав человека, бывший представитель Международного гуманистического и этического союза Западной и Южной Африки. Специализируется на документировании последствий обвинений детей в колдовстве.
Игве окончил университет Калабар (Calabar) в Нигерии с ученой степенью по философии.
Активная позиция по отстаиванию прав человека вовлекла Игве в громкий конфликт с авторитетными в Африке борцами с колдовством, например с Liberty Foundation Gospel Ministries. В своей критике он указывает на то, что обвинение детей в колдовстве иногда заканчивается отказом от ребёнка и насилием.
Лео Игве несколько раз подвергался аресту в Нигерии из-за своей активной работы по защите прав человека. Он занимал руководящие позиции в организациях — Нигерийское Гуманистическое Движение и Центр Исследований—Нигерия.
В 2012 году Лео Игве стал научным сотрудником в Образовательном фонде Джеймса Рэнди. Из-за пагубных последствий суеверия, Лео Игве, видит своей задачей продвижение скептицизма в Африке и во всем мире.

## Биография
Игве вырос на юго-востоке Нигерии и описывает свою семью, как строго католическую в «очень суеверном окружении», согласно его интервью в газете Gold Coast Bulletin. В двенадцать лет Игве поступил в семинарию и начал учиться на католического священника. Но впоследствии он был смущён противоречием между христианским богословием и верой в ведьм и колдунов, которые «закрепились в нигерийском обществе». После периода исследований, внутренних конфликтов и сомнений 24-летний Игве ушел из семинарии и переехал в Ибадан, Нигерия. «Он считает, что странная смесь трайбализма и фундаментального христианства является причиной задержки развития Африки».

## Защита прав человека
Лео Игве является младшим научным сотрудником в Международной Высшей Школе африканских исследований университета Байройта, его проектом стало изучение материалов дела по обвинению в колдовстве в северной Гане.
Осенью 2000 года в ежеквартальном журнале Free Inquiry вышла статья, в которой Игве перечислил методы, при помощи которых религиозные экстремисты в Нигерии выбирают местное самоуправление и используют его для соблюдения религиозных законов, препятствующих отстаиванию прав человека.
В 2004 году в журнале Скептик Лео Игве пишет о том, что в его собственной стране Нигерии современная вера в колдовство приводит к ритуальным убийствам и человеческим жертвоприношениям. Он отмечает, что женщинам и детям обычно приписывается практика «тёмной» магии. Мужчин же чаще относят к обладателям способностей «белой» магии.
В 2010 году в соответствии с докладом Европейской гуманистической федерации (ЕГФ), дом Игве был захвачен солдатами и полицией, которые «расследовали фиктивное обвинение в убийстве». Это обвинение, предположительно, было сделано человеком, которого Игве пытался привлечь к ответственности за совершение сексуальных преступлений против 10-летней девушки в 2006-м году. Согласно докладу, с начала работы над этим случаем изнасилования Игве был арестован три раза, что побудило Девида Поллока (бывший президент ЕГФ) написать тогдашнему вице-президенту Нигерии Гудлак Джонатану письмо в защиту Игве.
Согласно ЕГФ, в конце августа 2010-го двое неизвестных ворвались в дом Игве и напали на его отца. В результате избиений отец получил «обширные травмы в области лица и головы», вследствие чего один глаз пришлось удалить хирургическим путём. После того, как полиция отказала в возбуждении расследования, случаем занялась организация Международная амнистия.
11 января 2011 года при попытке спасти двух детей, которые стали жертвами обвинения в колдовстве в штате Аква-Ибом на юге Нигерии, Игве был «заключен в тюрьму и избит сотрудниками полиции». Позже Игве был освобожден без предъявления обвинений.

## Скептицизм
В 2012 году, Игве написал «Манифест для Скептической Африки», который получил одобрение нескольких общественных активистов в Африке, а также поддержку скептиков разных частей света.